# لورينزو بوكر
لورينزو بوكر (بالإنجليزية: Lorenzo Booker)‏ هو لاعب كرة قدم أمريكية أمريكي، ولد في 14 يونيو 1984 في أوكسنارد في الولايات المتحدة.

## وصلات خارجية
- لورينزو بوكر على موقع مرجع كرة القدم المحترفة.كوم (الإنجليزية)